# Примас Бразилии
Примас Бразилии — почётный титул, который принадлежит архиепископу Сан-Салвадора-да-Баия, таким образом, называется архиепископом-примасом Бразилии. С 16 ноября 1676 года, когда папа римский Иннокентий XI, буллой Inter Pastoralis Officii Curas возвёл в ранг архиепархии, этот титул даётся архиепископу Салвадора, потому что это старейшая епархия в Бразилии.